# Diòcesi de Getafe
La Diòcesi de Getafe (en llatí: Dioecesis Xetafensis) és una de les diòcesis d'Espanya pertanyent a la província eclesiàstica de Madrid, amb seu a l'arxidiòcesi de Madrid, en la Comunitat de Madrid.

## Història
Va ser erigida canònicament per la butlla Matritensem praeclaram del Papa Joan Pau II, el 23 de juliol de 1991, el mateix dia de la creació de la nova diòcesi d'Alcalá de Henares. Ambdues van ser desmembrades de l'arxidiòcesi de Madrid, de la qual són diòcesis sufragànies. La creació d'aquestes dues noves diòcesis es devia al gran creixement demogràfic de l'Arxidiòcesi de Madrid que, a principis dels anys 1990 arribava ja als 5 milions d'habitants, dels quals al voltant del 90% són considerats catòlics.
El territori diocesà de Getafe abasta tota la zona sud de la Comunitat de Madrid, ocupant una extensió de 2.295 km², amb una població d'1.122.601 habitants, distribuïts en 115 parròquies. L'Església Catedral de Getafe és l'església de la Magdalena, que fou consagrada catedral el 23 de juliol de 1995. La patrona de la Diòcesi és "la Mare de Déu dels Àngels", la devoció a la qual està unida, segons diu la tradició, al seu santuari al Cerro de los Ángeles, al costat del camí que es dirigeix des de Madrid al sud de la península. La diòcesi compta amb el Seminari Diocesà Nuestra Señora de los Apóstoles, que està situat al Cerro de los Ángeles, sobre la carretera d'Andalusia, en el quilòmetre 13.
El primer bisbe de Getafe va ser Francisco José Pérez y Fernández-Golfín, qui va ser nomenat en el seu càrrec el 23 de juliol de 1991 i va morir el 24 de febrer de 2004. L'actual bisbe és Joaquín María López de Andújar y Cánovas del Castillo, nomenat en el càrrec el 29 d'octubre de 2004, i com a bisbe auxiliar, des del 13 de desembre de 2005, oficia Rafael Zornoza Boy fins al seu nomenament en 2011 com a Bisbe de Cadis i Ceuta. Aquesta diòcesi presenta notable mobilització per part dels seus joves, així en agost de 2007 es va fer una peregrinació a Roma que ha comptat amb 1.000 joves d'aquesta diòcesi. Això es deu a la mobilització de la Missió Juvenil que es duu a terme en tota la Comunitat de Madrid.
Amb motiu del 25 Aniversari de l'erecció canònica de la Diòcesi, en 2015, el Bisbe Titular ha engegat una Gran Missió Diocesana, que quedà dividida en l'Any de la Fe (2012 - 2013), convocat pel Papa Benet XVI; l'Any de l'Esperança (2013 - 2014); l'Any de la Caritat (2014 - 2015) i la Gran Missió com a tal en aquest mateix any, amb l'objectiu de portar els corrents de la nova evangelització a tots els laics i ministres diocesans.
El 6 de juliol de 2012, el Papa Benet XVI va nomenar bisbe auxiliar de Getafe i titular de Mentesa al sacerdot Toledà José Rico Pavés.

## Arxiprestats
La Diòcesi de Getafe està dividida en 13 Arxiprestats:
- Arxiprestat de Getafe
- Arxiprestat de Leganés
- Arxiprestat d'Alcorcón
- Arxiprestat de Móstoles
- Arxiprestat de Parla
- Arxiprestat de Fuenlabrada
- Arxiprestat de San Martín de Valdeiglesias
- Arxiprestat de Navalcarnero
- Arxiprestat de Villaviciosa de Odón
- Arxiprestat de Griñón
- Arxiprestat de Valdemoro
- Arxiprestat de Chinchón
- Arxiprestat d'Aranjuez

## Bisbes de Getafe
- Francisco José Pérez y Fernández-Golfín, 1991–2004
- Joaquín María López de Andújar y Cánovas del Castillo, des de 2004